# Monte Pastello
Il Monte Pastello è una montagna delle Alpi alta 1.128 m. È situato nella Provincia di Verona e fa parte dei Monti Lessini, nelle Prealpi Venete.
È classificato come sito di importanza comunitaria.
Il Monte Pastello ospita sulla sua cima diversi ripetitori e ponti radio: il sito riveste infatti un ruolo di importanza strategica in quanto in visibilità ottica con svariati siti di trasmissione del padovano, della Lombardia, della Pianura Padana, e diverse postazioni del Trentino.
Il monte è raggiungibile da Ceraino, dalla Vallagarina partendo da Dolcè, o dalla Valpolicella.

## Clima
Il Pastello è una montagna soggetto a un clima tipico per la sua altitudine; le estati sono fresche e gli inverni rigidi e piuttosto nevosi.